# Fahd El Ahmadi
Fahd El Ahmadi (ur. 13 marca 1980) – marokański piłkarz, grający na pozycji bramkarza.

## Kariera klubowa
Zaczynał karierę w Hassanii Agadir. W najwyższej lidze z tym zespole zadebiutował 20 sierpnia 2011 roku w meczu przeciwko Maghrebowi Fez, przegranym 2:0, grając cały mecz. W swoim pierwszym sezonie zagrał 8 spotkań.
W sezonie 2012/2013 zagrał 27 meczów.
W kolejnym sezonie zagrał 18 spotkań.
O jedno więcej miał na koncie w sezonie 2014/15.
16 meczów zagrał w sezonie 2015/16.
O 7 spotkań mniej miał na koncie w sezonie 2016/17.
W sezonie 2017/18 ani razu nie wystąpił w lidze.
W sezonie 2018/19 zagrał jeden mecz.
W kolejnym sezonie było tak samo.
W sezonie 2020/2021 nie zagrał żadnego meczu.
Łącznie zagrał 99 meczów.
1 sierpnia 2021 roku zakończył piłkarską karierę.